# Dactylorhiza baltica
Dactylorhiza baltica (укр. Зозульки балтійські, пальчатокорінник балтійський) — багаторічна і трав'яниста рослина роду зозульок (Dactylorhiza) родини зозулинцевих (Orchidaceae).

## Загальна біоморфологічна характеристика

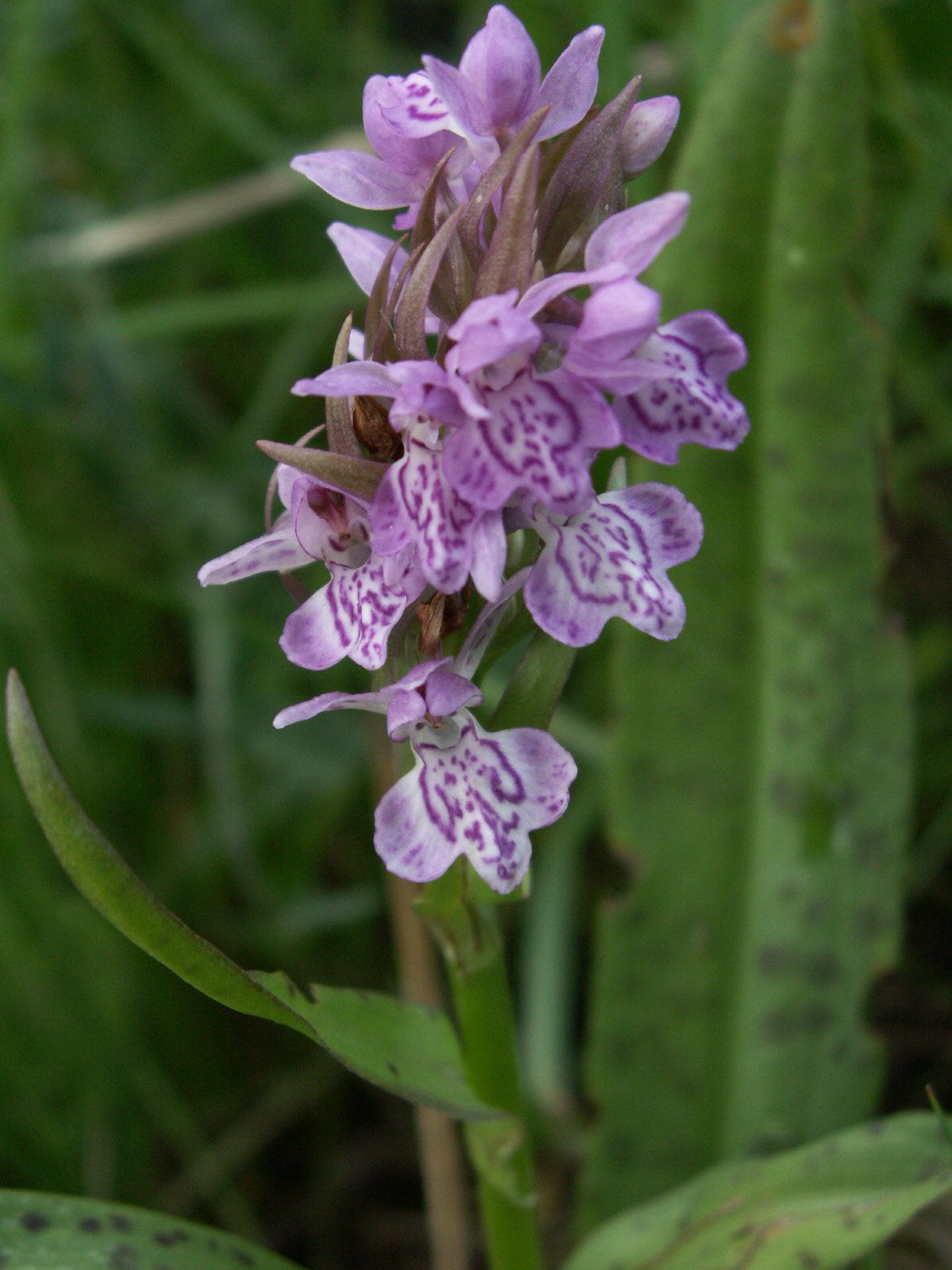
Dactylorhiza baltica в Литві

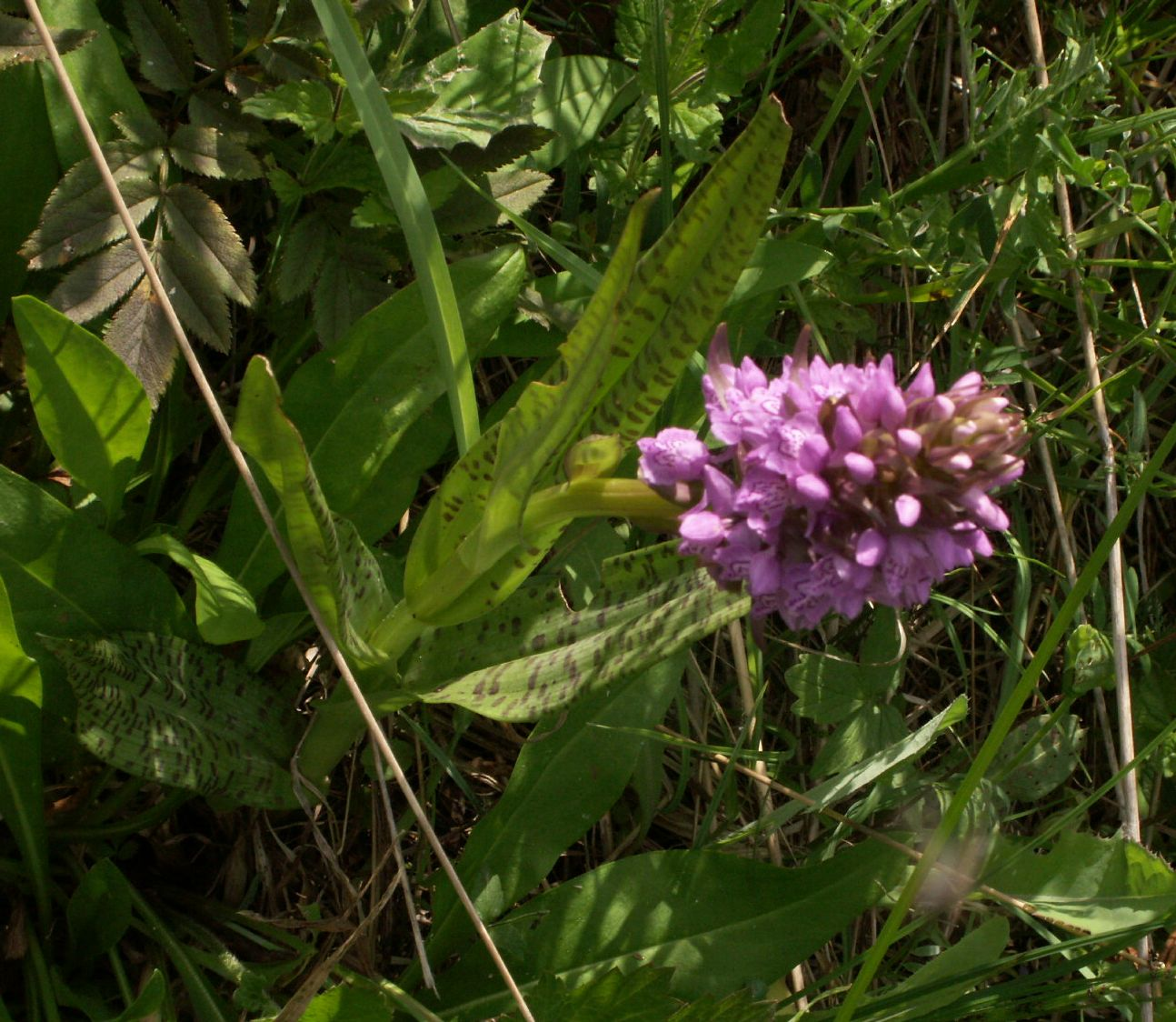
Dactylorhiza baltica в природних умовах

Рослини 40-70 см заввишки з глибоко-2-4-роздільними бульбами, з витонченими на кінцях лопатями. Стебла досить товсті, до 10 мм в діаметрі, прямі, порожнисті, листя в числі 4-5 видовжено-ланцетні, спрямовані вгору і часто притиснуті до стебла, з дрібними плямами; 2 нижніх листка 9-20 см завдовжки і 2-3,2 см завширшки, найверхні листки досягають основи колоса, вони дрібні, загострені. Суцвіття — густий, багатоквітковий короткоциліндричний колос, приквітки вузьколанцетні, верхні дорівнюють квіткам. Квітки фіолетово-пурпурні, середній зовнішній листочок оцвітини і 2 бічних внутрішніх складені в шолом, бічні зовнішні листочки відігнуті; зовнішні листочки оцвітини яйцевидно-ланцетні, тупі, середній увігнутий, 7-9 мм завдовжки, бічні — нерівнобокі, зазвичай з темнішими цятками; 2 листочки внутрішнього кола тупі, майже яйцеподібні, трохи менше середнього зовнішнього. Губа 8-9 мм завширшки, 6-8 мм завдовжки, округло-ромбічна, трилопатева, з темно-фіолетовими цятками, бічні лопаті напівкруглі, середня лопать яйцевидно-трикутна, трохи довше бічних, шпорець 7-9 мм завдовжки, циліндрично-конічний, тупий, біля основи 2-2,5 мм завтовшки. Зав'язь сидяча, скручена. Цвіте у червні — липні. Розмножується насінням.
Кількість хромосом — 2n = 80.

## Поширення
Ареал диз'юнктивний: основна частина розташована в Західній Європі і в Прибалтиці, в європейській частині Росії, у північних та центральних її районах, менш значна — у Північному Приураллі і в Сибіру. У Західному Сибіру ареал цієї рослини майже збігається з ареалом зозульок м'ясо-червоних, захоплюючи смугу дрібнолистих підтаєжних лісів і лісостепу з березовими колками — у нижній і частково середній течії Тобола, Ішима, Іртиша. На сході спостерігається розширення ареалу, включає пониззя Чулима, значну частину басейну Томі, північну частину Алтаю, основну частину басейну Бії. Ще східніші знаходження — в долині Єнісею і за Ангарою — вважаються заареальними, так само як і південнокрасноярські. Зустрічається також на північному заході Китаю і на заході Монголії.

## Екологія
Росте на струмкових низинних болотах, вкритих зеленим мохом, рідше — в сирих лісах, на галявинах і в заростях чагарників, а також по берегах водойм і на сирих луках. Іноді зустрічається по сирих днищах вапнякових кар'єрів. У Сибіру цей вид відрізняється різноманітною екологією. Найзвичайніший він по сирих місцях, заболоченим, заливним, солончаковокритим, солонцюватим лукам, лісовим, рямовим, кочкарним болотам. Зустрічається по берегах струмків і річок, у тому числі в уремах, а також у вогкуватих позадолинних розріджених осикових, березових і березово-соснових лісах.

## Природоохоронні заходи
Занесений до Червоної книги Росії (2008), а також до багатьох регіональних Червоних книг Російської Федерації: Алтайського краю (2006), Брянської області (2004), Вологодської області (2015), Володимирської області (2008), Івановської області (2010), Іркутської області (2010), Калузької області (2015), Кемеровської області (2010), Кіровської області (2014), Красноярського краю (2012), Курської області (2013), Ленінградської області (2015), Москви (2011), Московської області (2008), Новгородської області (2011), Новосибірської області (2008), Омської області (2005), Оренбурзької області (1998), Орловської області (2007), Пензенської області (2013), Псковської області (2014), Республіки Алтай (2007), Республіки Башкортостан (2011), Республіки Карелія (2007), Республіки Комі (2008), Республіки Марій Ел (2013), Республіки Тива, Республіки Хакасія (2012), Рязанської області (2011), Самарської області (2007), Санкт-Петербурга (2004), Саратовської області (2006), Смоленської області (1997), Тверської області (2006), Тюменської області (2004), Удмуртської республіки (2011).
Також включений до Червоних книг Латвії, Литви та Естонії.

## Хімічний склад
Хімічний склад близький за до зозульок м'ясо-червоних.